# Эмилии Павлы
Эмилии Павлы — римское аристократическое семейство, ветвь патрицианского рода Эмилиев, особенно могущественная в III — первой половине II вв. до н. э. Павлы были традиционными союзниками Корнелиев Сципионов и неоднократно избирались консулами. Предположительно последним Эмилием Павлом был победитель при Пидне, умерший в 160 году, хотя у него и остались двое сыновей, отданных на усыновление Фабиям и Корнелиям Сципионам. В I веке до н. э. имя Павел стало агноменом и преноменом ряда представителей другой ветви рода Эмилиев — Эмилиев Лепидов.

## Известные представители
- Марк Эмилий Павел (консул 302 года до н. э.)
- Марк Эмилий Павел (консул 255 года до н.э.)
- Луций Эмилий Павел (консул 219 года до н. э.)
- Луций Эмилий Павел Македонский (консул 182 и 168 гг. до н. э.)